# ایرینا کولیادنکو
ایرینا کولیادنکو (به اوکراینی: Ірина Коляденко؛ زادهٔ ۲۸ اوت ۱۹۹۸) یک کشتی‌گیر آزادکار اهل اوکراین است.
از افتخارات وی می‌توان به کسب دو مدال نقره بازی‌های المپیک ۲۰۲۴ پاریس و مسابقات قهرمانی کشتی جهان ۲۰۱۹ و دو مدال برنز المپیک ۲۰۲۰ توکیو و مسابقات قهرمانی کشتی جهان ۲۰۲۳ اشاره کرد.